# Каломино, Педро
Педро Блео Фоурноль (исп. Pedro Bleo Fournol; 13 марта 1892, Буэнос-Айрес — 12 января 1950, Буэнос-Айрес), более известный под именем Педро Каломино (исп. Pedro Calomino) — аргентинский футболист 1910-х—1920-х гг., почти всю карьеру провёл за клуб «Бока Хуниорс», с 1917 по 1921 год выступал за сборную Аргентины (дебютировал 15 августа 1917 в матче с Уругваем) в которой провёл 37 матчей и забил 85 мячей, сыграв в пяти Кубках Южной Америки и победив в этом турнире 1921 году.
Каломино дебютировал в «Боке» в 1911 году против клуба «Индепендьенте» и в первом же матче забил мяч. Он выступал за «Боку» до 1924 года, с перерывом в 1914 году, когда играл за команду «Испано-Аргентино» и «Архентино де Кильмес». В общей сложности Каломино провёл за «Бока Хуниорс» 222 матча и забил 97 мячей, выиграв 4 титула чемпиона Аргентины.

## Факты
- Педро, сын Блео Педро Фоурноль, взял фамилию Каломино от приёмной семьи, воспитывавшей его.
- Каломино приписывают изобретение футбольного приёма под названием «велосипед».
- Каломино 6 сезонов был лучшим бомбардиром «Бока Хуниорс» в 1913, 1915, 1916, 1917, 1918, 1919. Этот рекорд превзошёл лишь Мартин Палермо, ставший лучшим бомбардиром клуба 8 раз.

## Достижения
- Чемпион Аргентины: 1919, 1920, 1923, 1924
- Обладатель Кубка Карлоса Ибагуррена: 1919, 1923
- Обладатель Кубка Компетенсия: 1919
- Обладатель Кубка Тье Компететион: 1919
- Обладатель Кубка Онор Коусеньер: 1920
- Чемпион Южной Америки: 1921